# Ronde van Vlaanderen 1932
De 16de editie van de Ronde van Vlaanderen werd verreden op 13 maart 1932 over een afstand van 227 km van Gent naar Wetteren. De gemiddelde uursnelheid van de winnaar was 35,010 km/h. Van de 120 vertrekkers bereikten er 44 de aankomst.

## Koersverloop
De winnaar van het vorige jaar Romain Gijssels had een sterke tegenstand aan Jef Demuysere, Georges Ronsse en Frans Bonduel. Op de kasseien van de Vlaamse hellingen was hij echter heer en meester en won voor de tweede maal na elkaar de Ronde.

## Hellingen
- Kwaremont
- Kruisberg
- Edelareberg

## Uitslag
| Rang | Renner             | Land      | Ploeg          | Tijd     |
| ---- | ------------------ | --------- | -------------- | -------- |
| 1    | Romain Gijssels    | België    | Dilecta-Wolber | 6.29'    |
| 2    | Alfons Deloor      | België    | Daemers        | op 3'15" |
| 3    | Alfred Hamerlinck  | België    | Dilecta-Wolber | op 4'30" |
| 4    | Jean Aerts         | België    | Alcyon-Dunlop  | z.t.     |
| 5    | Félicien Vervaecke | België    | Labor          | z.t.     |
| 6    | Jan-Jozef Horemans | België    | Dilecta-Wolber | z.t.     |
| 7    | Cesar Bogaert      | Nederland | Demol          | op 5'30" |
| 8    | Frans Bonduel      | België    | Dilecta-Wolber | z.t.     |
| 9    | Léon Tommies       | België    | Alcyon-Dunlop  | z.t.     |
| 10   | Léopold Roosemont  | België    | Alcyon-Dunlop  | z.t.     |

1913 · 
1914 · 
1915 · 
1916 · 
1917 · 
1918 · 
1919 · 
1920 · 
1921 · 
1922 · 
1923 · 
1924 · 
1925 · 
1926 · 
1927 · 
1928 · 
1929 · 
1930 · 
1931 · 
1932 · 
1933 · 
1934 · 
1935 · 
1936 · 
1937 · 
1938 · 
1939 · 
1940 · 
1941 · 
1942 · 
1943 · 
1944 · 
1945 · 
1946 · 
1947 · 
1948 · 
1949 · 
1950 · 
1951 · 
1952 · 
1953 · 
1954 · 
1955 · 
1956 · 
1957 · 
1958 · 
1959 · 
1960 · 
1961 · 
1962 · 
1963 · 
1964 · 
1965 · 
1966 · 
1967 · 
1968 · 
1969 · 
1970 · 
1971 · 
1972 · 
1973 · 
1974 · 
1975 · 
1976 · 
1977 · 
1978 · 
1979 · 
1980 · 
1981 · 
1982 · 
1983 · 
1984 · 
1985 · 
1986 · 
1987 · 
1988 · 
1989 · 
1990 · 
1991 · 
1992 · 
1993 · 
1994 · 
1995 · 
1996 · 
1997 · 
1998 · 
1999 · 
2000 · 
2001 · 
2002 · 
2003 · 
2004 · 
2005 · 
2006 · 
2007 · 
2008 · 
2009 · 
2010 · 
2011 · 
2012 · 
2013 · 
2014 · 
2015 · 
2016 · 
2017 · 
2018 · 
2019 · 
2020 · 
2021 · 
2022 · 
2023 · 
2024
Lijst van beklimmingen